# Слипчевићи
Слипчевићи је насељено место у Босни и Херцеговини у општини Добретићи. Административно припада Федерацији Босне и Херцеговине, односно њеном Средњобосанском кантону. Према попису становништва из 2013. у насељу је било 13 становника, а већинску популацију у насељу чинили су Хрвати.
До 1992. село се налазило у саставу некадашње општине Скендер Вакуф чији највећи део је ушао у састав Републике Српске где је организован као општина Кнежево.

## Становништво
По последњем службеном попису становништва из 2013. године у насељу Слипчевићи живело је 123 становника, а село је било етнички хомогено са већинском хрватском популацијом.
| Националност | 2013. | 1991.        | 1981.        | 1971.       |
| Хрвати       | —     | 108 (95,95%) | 126 (100,0%) | 96 (100,0%) |
| Срби         | —     | 0            | 0            | 0           |
| Бошњаци      | —     | 0            | 0            | 0           |
| остали       | —     | 2 (1,81%)    | 0            | 0           |
| Укупно       | 13    | 110          | 126          | 96          |